# Locman
Locman Italy  è un'azienda italiana, fondata nel 1986, con sede all'Isola d'Elba, produttrice di orologi da polso e occhiali.                                                                              Il nome deriva dalle iniziali dei cognomi dei soci fondatori Locci e Mantovani. Nel 2012 l'azienda contava circa mille punti di distribuzione sparsi per il mondo e 10 negozi monomarca, oggi scesi a 6. Nel 2006 Locman ha anche fondato la SIO (la Scuola Italiana di Orologeria) la cui sede è a Marina di Campo.A Locman viene anche riconosciuto il primato mondiale di aver realizzato la prima cassa al mondo totalmente in carbonio

## Produzione

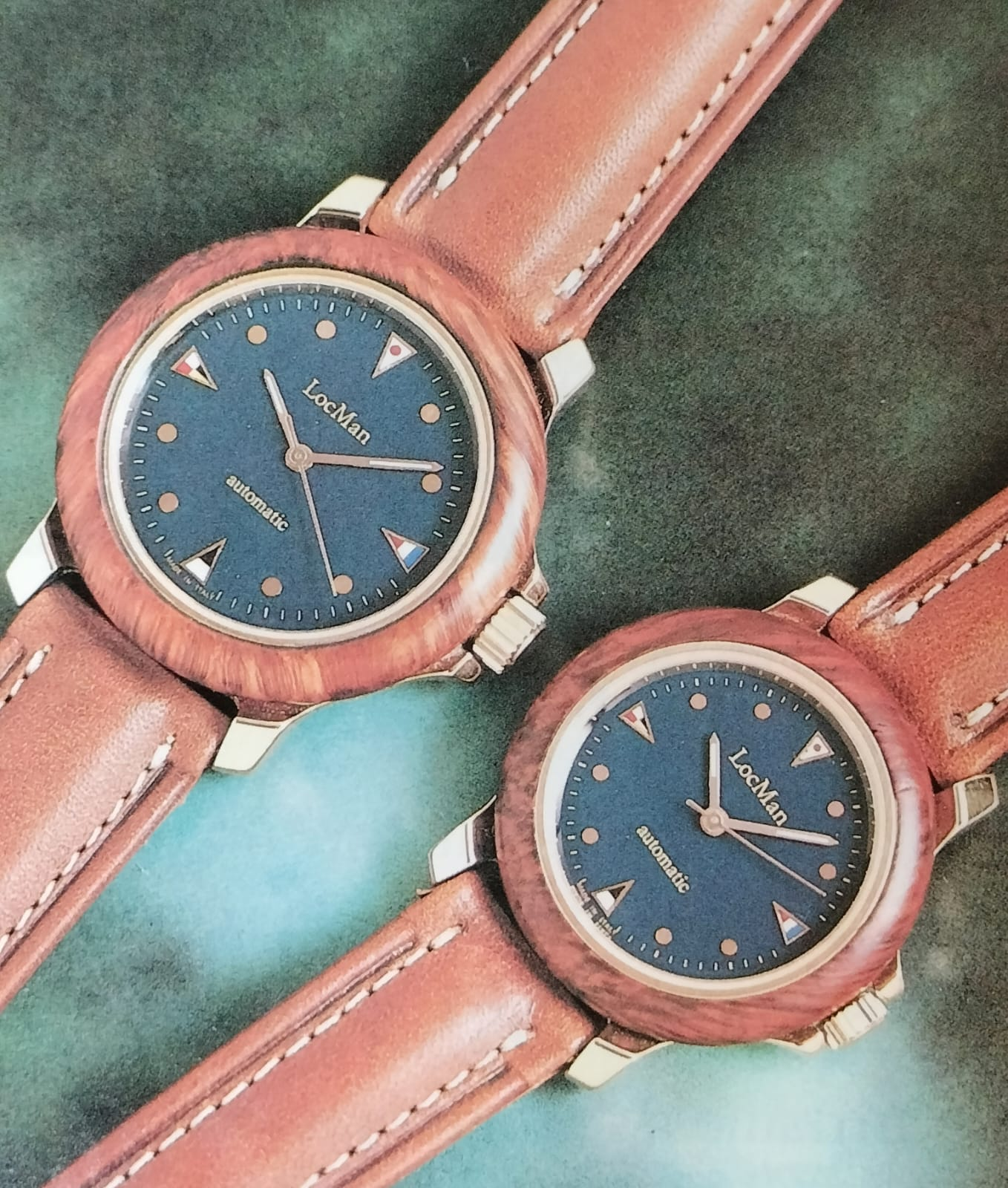
Locman Old Timer

Le prime produzioni erano per conto terzi mentre orologi col marchio proprio compaiono solo sul finire degli anni Ottanta, distinguendosi per le grandi dimensioni e i colori vivaci dei propri modelli. Un orologio particolare e ricercato è l'Old Timer, realizzato con lunetta in radica di erica (riprendendo quanto fatto da Tissot con il Wood Watch) e cassa placcata.

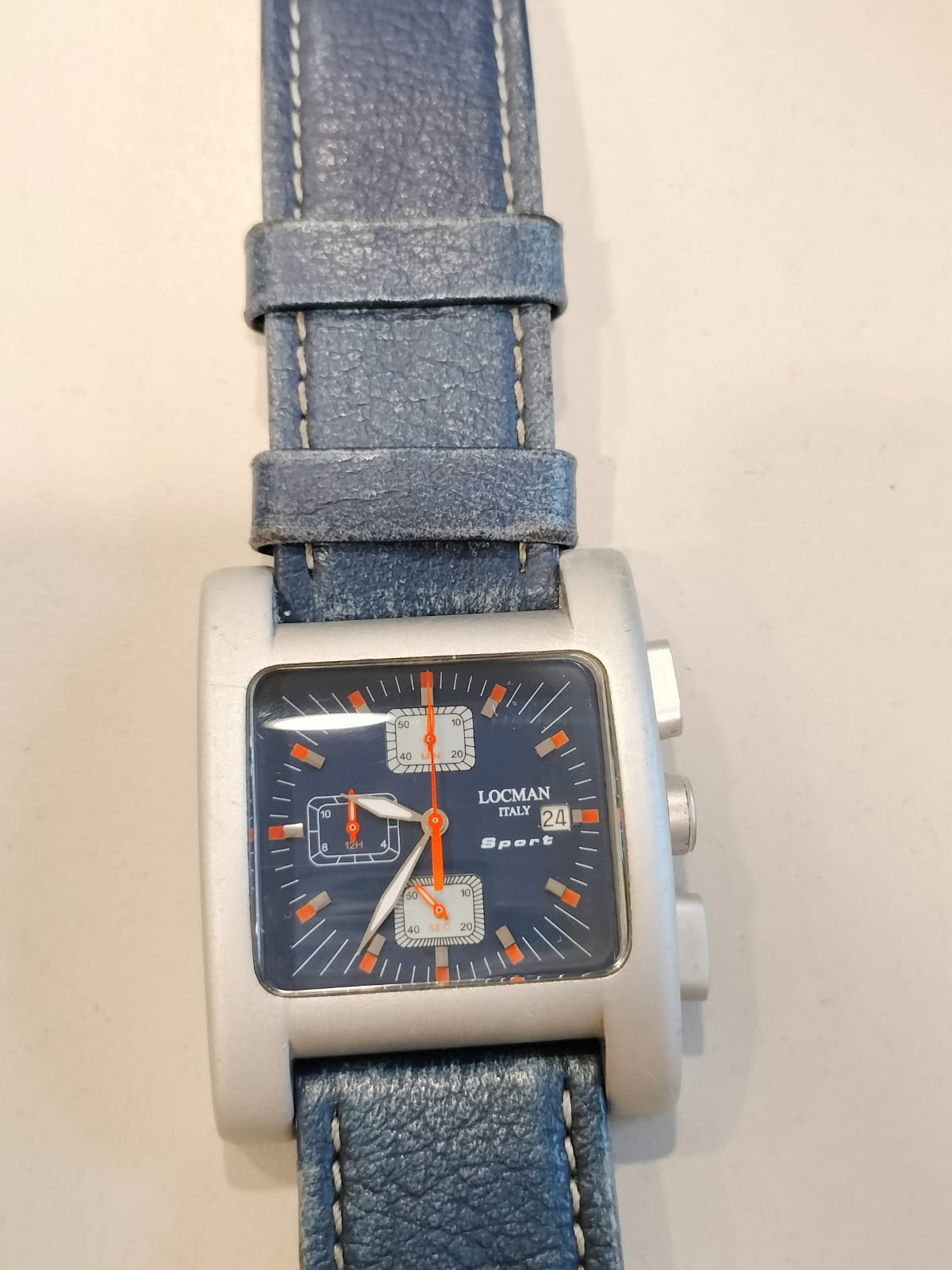
Locman Sport R428 cronografo al quarzo, anni Duemila

In accordo con le forze armate sono stati prodotti modelli per la Marina Militare, l'Aeronautica Militare e la Folgore.
Nel 2002, come omaggio ai capi di Stato aderenti al Partito Popolare Europeo in visita a Villa Certosa a Porto Rotondo, Silvio Berlusconi donò diversi modelli Locman come omaggio.
Nel 2006 Locman apre, all'Isola d'Elba, la Scuola Italiana Orologeria (spesso abbreviata in S.I.O.), con l'intento di formare i nuovi maestri orologiai che andranno a lavorare sia per l'azienda, sia per altre realtà.

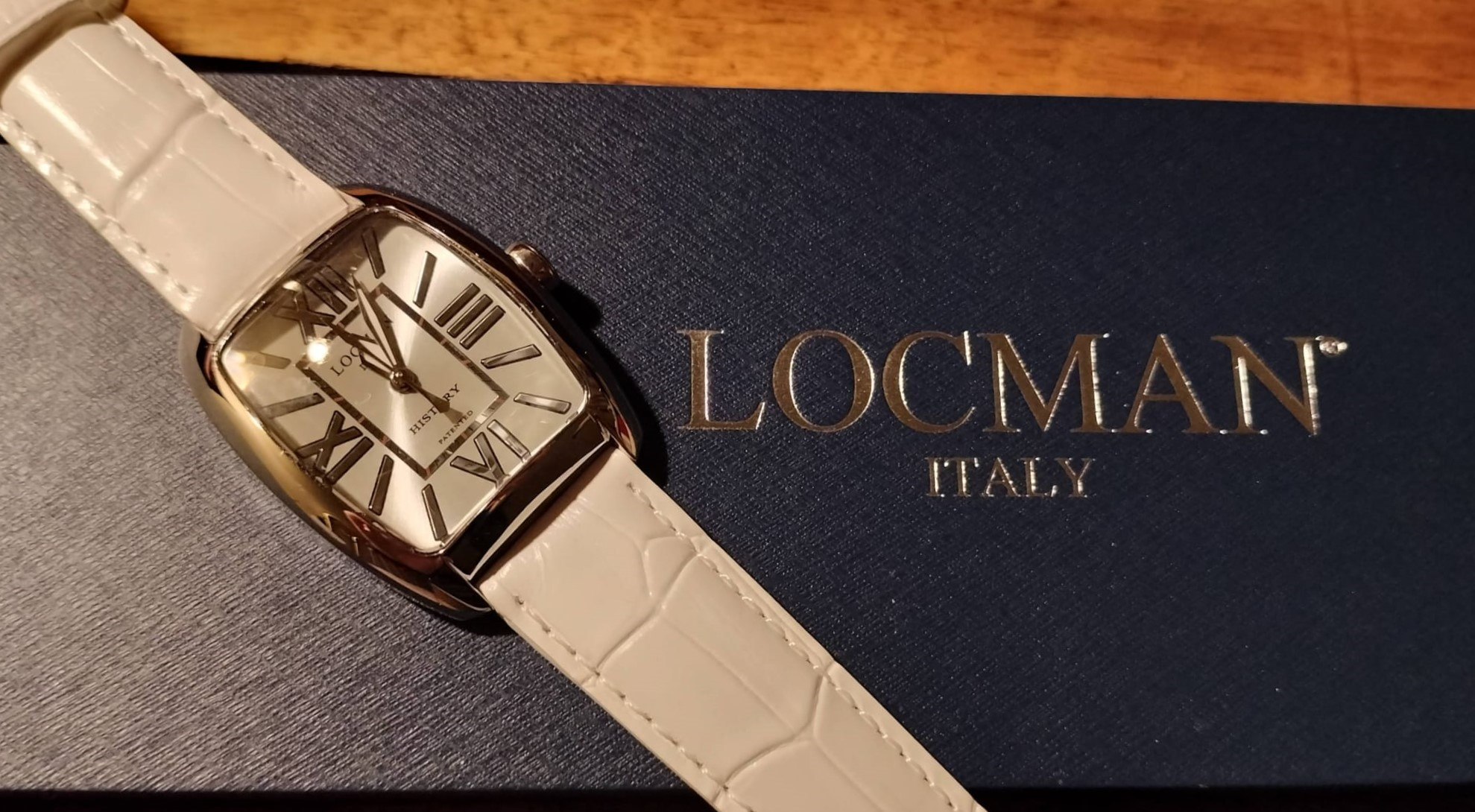
Locman History al quarzo

Nel 2007, in occasione dell'uscita sul mercato della Fiat 500, venne realizzata una serie limitata di 500 orologi ispirati alla vettura.

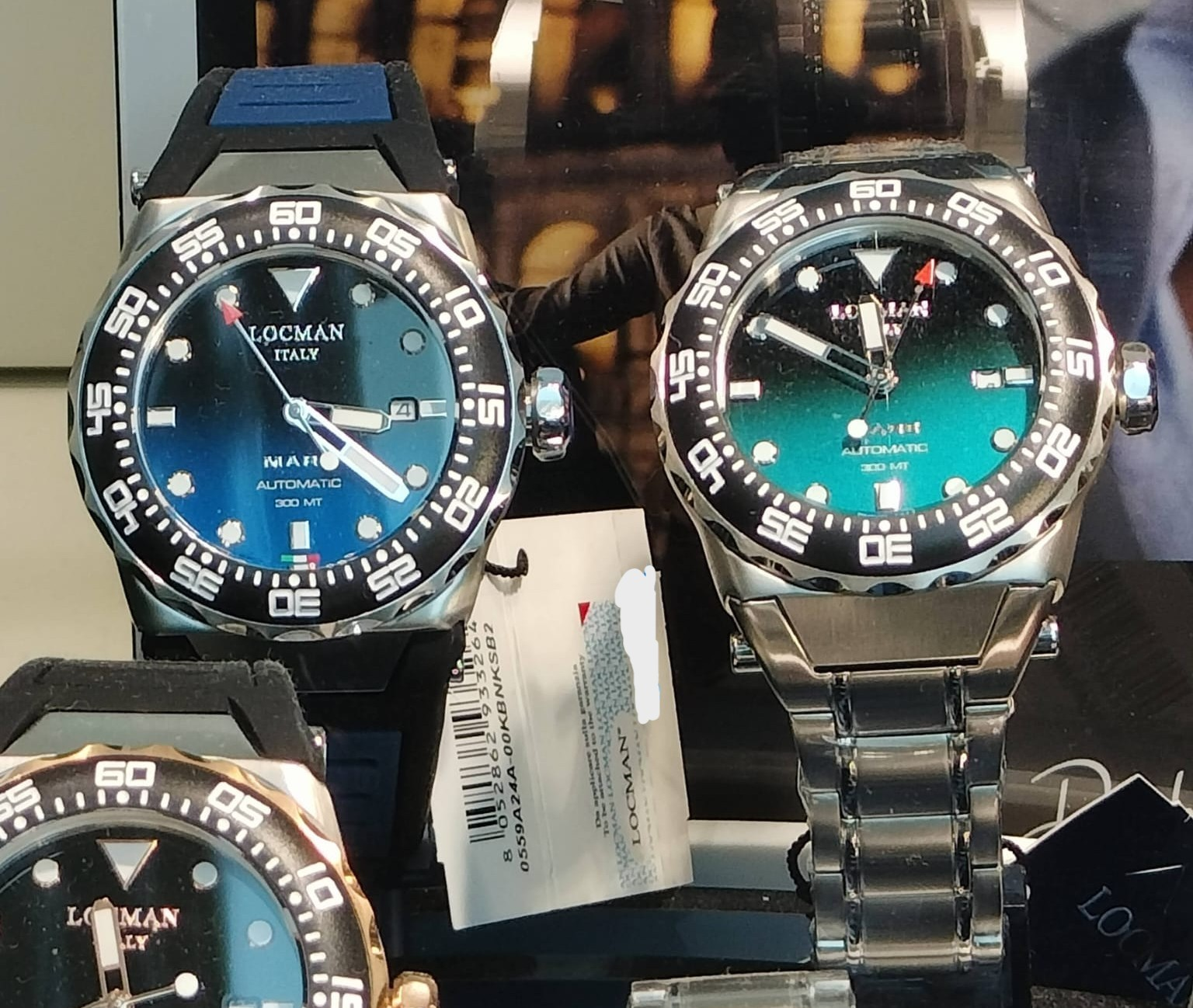
Locman Mare

Nel corso degli anni l'offerta si amplia con le collezioni Stealth, Amo (per le donne), Montecristo, Mare, Ducati, Sport (famoso per le casse di forma tonneau), Island, Isola d'Elba (dedicata alla sede dell'azienda) e l'elegante 1960.
I movimenti montati sono al quarzo (Miyota), o automatici di derivazione giapponese (Miyota, i quali sul quadrante riportano la sigla S.I.O.), svizzera (Sellita, perlopiù SW200). A partire dal 2022 su un modello della linea Montecristo, Locman ha montato un calibro realizzato interamente dall'italiana OISA, chiamato OISA 1937.

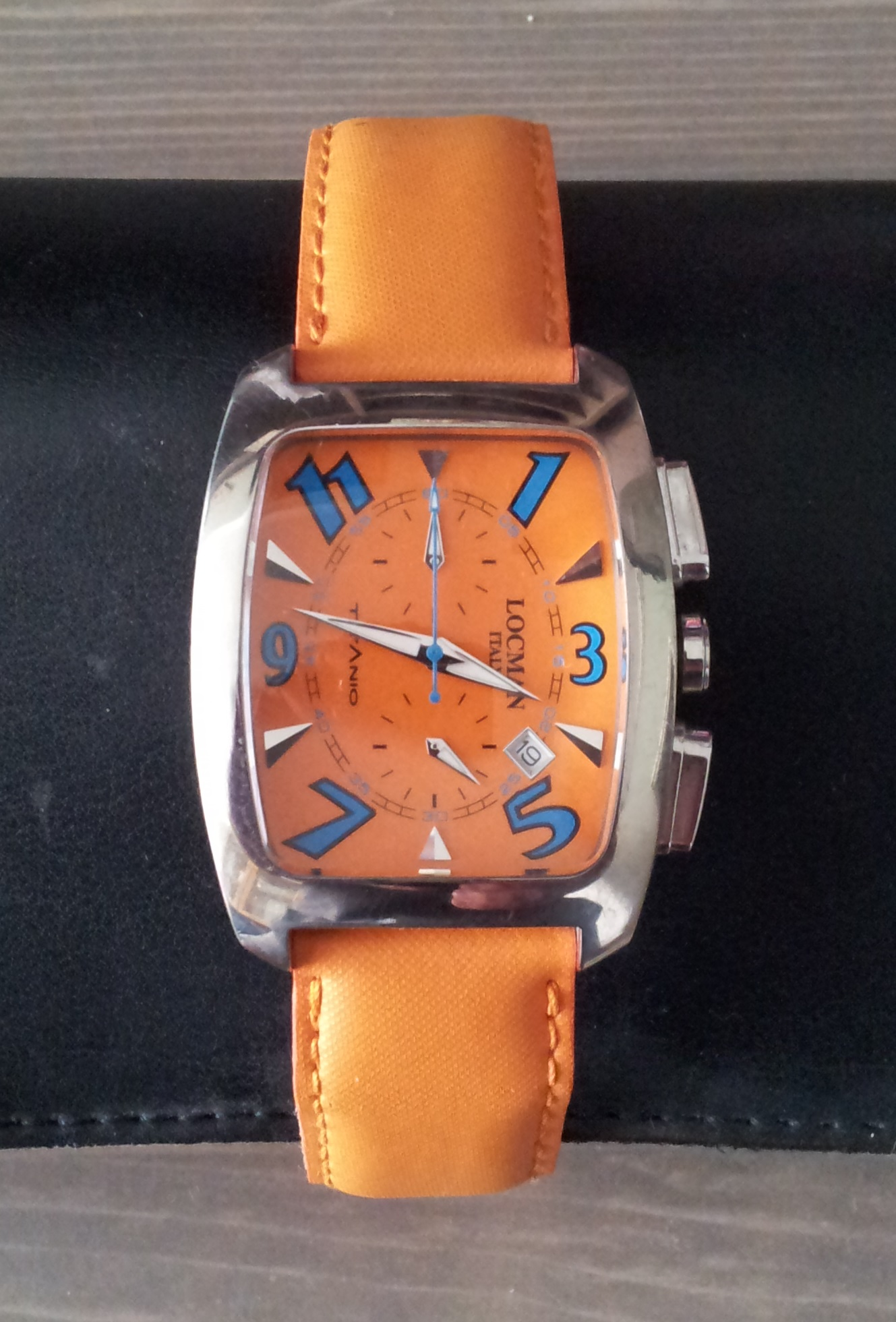
Modello Locman del 2006 con cronografo
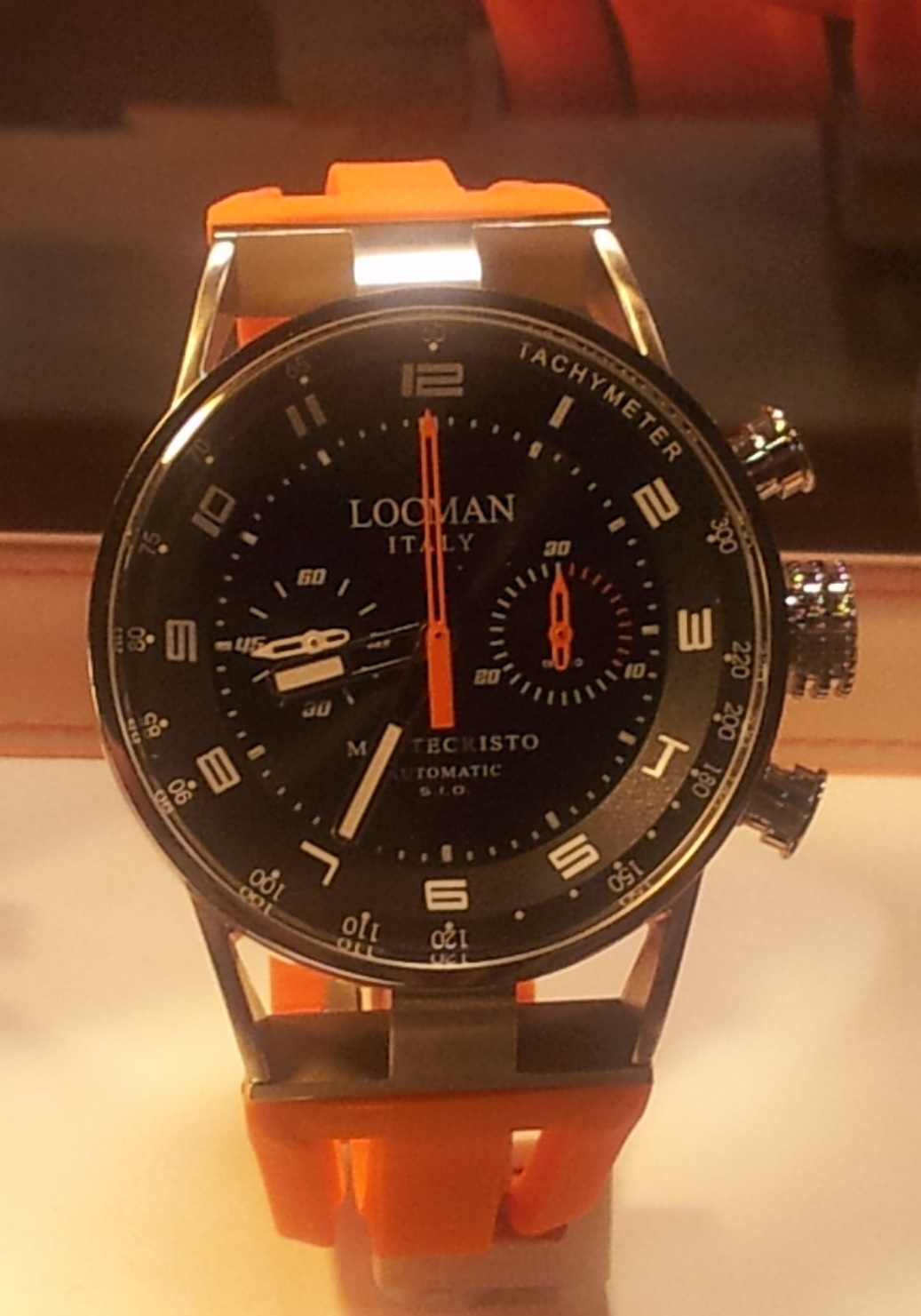
Locman Montecristo, cronografo automatico con movimento S.I.O.
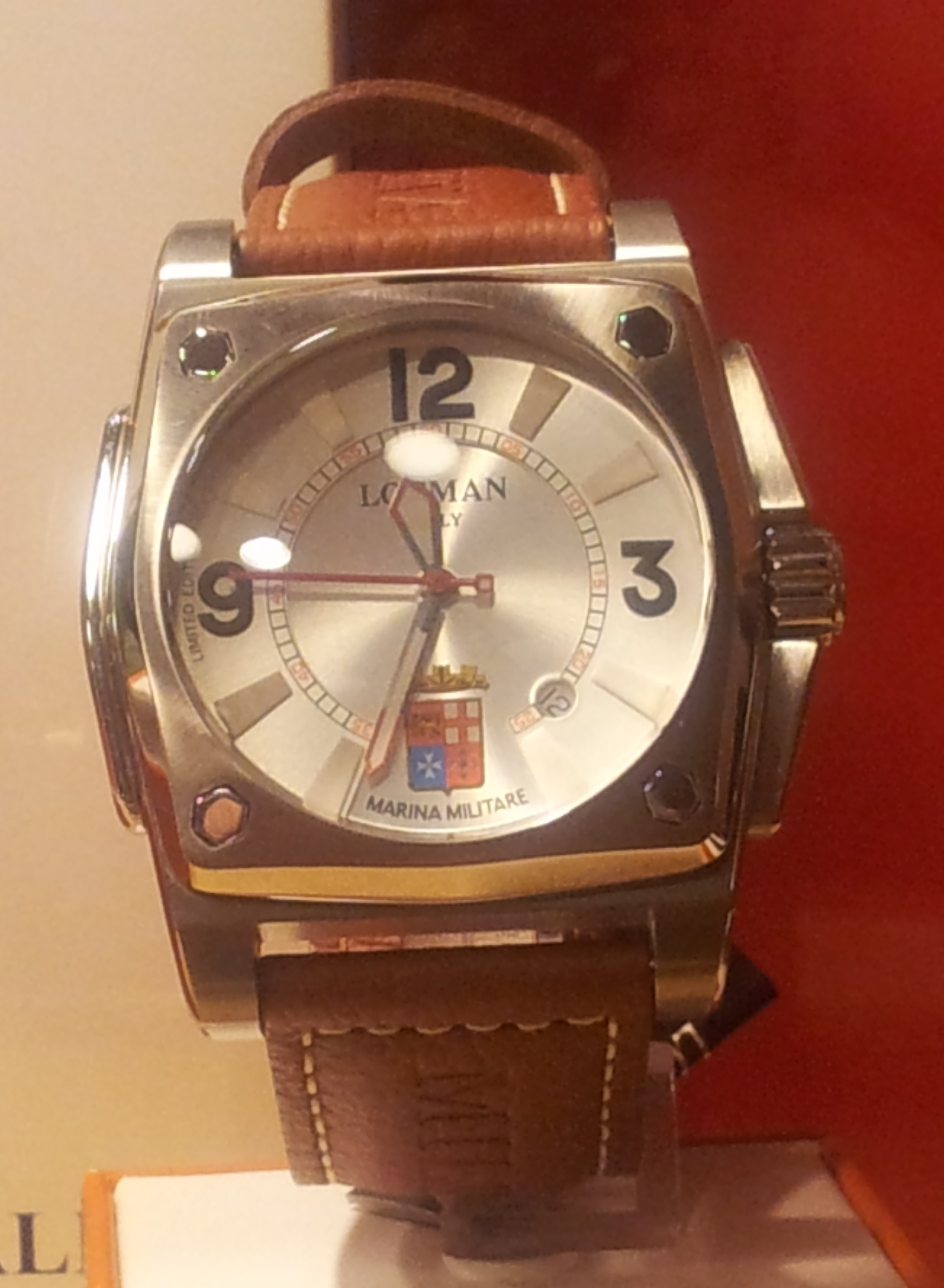
Locman Teseo Tesei con stemma della Marina Militare.